# Turkisk bergshuggorm
Turkisk bergshuggorm, Montivipera albizona är en ormart som beskrevs av Nilson, Andrén och Flärdh 1990. Montivipera albizona ingår i släktet Montivipera och familjen huggormar. IUCN kategoriserar arten globalt som starkt hotad. Inga underarter finns listade.

## Utbredning
Den turkiska bergshuggormen är endemisk i Turkiets bergsområden. Där har den hittats på 1 500–1 800 m ö.h..

## Bildgalleri

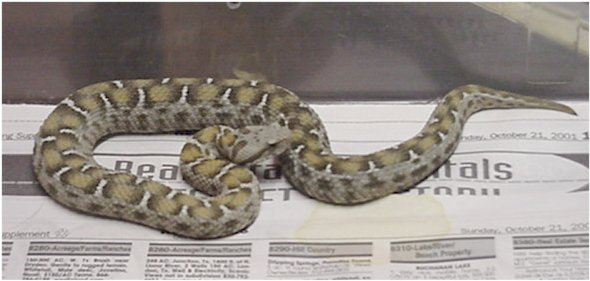